# Zhandra Rodríguez
Zhandra Rodríguez (Caracas, Venezuela, 17 de marzo de 1947) fue una bailarina de ballet y coreógrafa venezolana; fundadora del Ballet Internacional de Caracas y fundadora y directora del Ballet Nuevo Mundo de Caracas. Rodríguez es reconocida en su país como la Primera Bailarina de Venezuela.

## Biografía
Con cinco años de edad inició sus estudios de ballet con la maestra Nena Coronil y dos años más tarde continuó su preparación en la Academia Interamericana de Ballet, dirigida por Margot Contreras.
Cuando tenía quince años pasó a formar parte, como cuerpo de baile, del Ballet Nacional de Venezuela, dirigido por Irma Contreras. En poco tiempo, debido a su talento y esfuerzo, se convirtió en una de las primeras bailarinas de esa compañía.
Zhandra Rodríguez quedó impresionada con una presentación que hizo el American Ballet Theatre en Caracas y decidió que esa era la compañía en la que deseaba continuar su carrera profesional. Participó en una audición y fue aceptada, pasando, al poco tiempo, a ser bailarina principal del American Ballet Theatre. Rodríguez interpretó con esta organización casi todos los papeles principales de los ballets clásicos del repertorio de la compañía.
Mientras continuaba su carrera con el American Ballet Theatre fue invitada por el Ballet de Hamburgo, dirigido por John Neumeier, en calidad de Bailarina Principal. Decidió entonces dejar el American Ballet Theatre, para integrarse en la compañía de Hamburgo. Neumeier creó especialmente para ella numerosas coreografías y fue elogiada por la crítica  y el público alemán. En 1974 regresó a Venezuela y junto con Vicente Nebrada, María Cristina Anzola y Elías Pérez Borjas fundan el Ballet Internacional de Caracas, compañía esta que alcanzó pronto gran prestigio internacional. Desde 1974 y hasta 1980 compartió su tiempo entre Caracas y Hamburgo.
En 1980, acompañada por el bailarín Mijaíl Barýshnikov, viajó por diferentes ciudades de Brasil realizando veinte funciones con los pas de deux, El Corsario y Romeo y Julieta.
En 1981 en Ballet Internacional de Caracas se desintegra y Rodríguez funda y dirige, junto con el bailarín estadounidense Dale Talley una nueva compañía: Ballet Nuevo Mundo de Caracas.
Sus viajes por el mundo, en representación de Venezuela la llevaron a casi todos los países.
Ha sido invitada a bailar roles principales en diversas compañías de ballet como son: Ballet Nacional de Cuba, Ballet de la Ópera de Berlín, Ballet de la Ópera de Viena, Ballet del Teatro Colón de Buenos Aires, Ballet del Teatro Municipal de Río de Janeiro y Ballet de Santiago en Chile, entre otros.

## Premios
- 1999: Premio Nacional de Danza[5]